# Stefano Eranio
Stefano Eranio (Genua, 29 december 1966) is een voormalig Italiaans voetballer die zijn grootste successen met AC Milan heeft behaald. De middenvelder heeft met deze club onder andere de Champions League gewonnen.

## Erelijst
- Champions League: 1994
- Europese Supercup: 1994
- Italiaans kampioenschap: 1993, 1994, 1996
- Supercoppa: 1992, 1993, 1994